# Moulay Yacoub (provincie)
Moulay Yacoub is een provincie, sinds 2015 in de Marokkaanse regio Fès-Meknès, daarvoor in de regio Fès-Boulemane.
Moulay Yacoub telt 150.422 inwoners.

## Grootste plaatsen
| Plaats       | Inwoners | Inwoners |
| Plaats       | 1994     | 2004     |
| ------------ | -------- | -------- |
| Aïn Chkef    | 19.623   | 36.368   |
| Sebaâ Rouadi | 17.998   | 20.695   |
| Laâjajra     | 13.268   | 13.931   |
| Sidi Daoud   | 12.342   | 12.791   |
| Aïn Bou Ali  | 12.079   | 12.269   |
| Sebt Loudaya | 11.979   | 12.232   |
| Aïn Kansra   | 10.568   | 11.534   |
| Louadaine    | 10.229   | 11.283   |

Ben Slimane · Khouribga · Settat · El Jadida · Safi · Boulmane · Fez · Moulay Yacoub · Sefrou · Kénitra · Sidi Kacem · Casablanca · Médiouna · Mohammedia · Nouaceur · Assa-Zag · Guelmim · Tan-Tan · Tata · Boujdour · Es-Semara · Lâayoune · Al Haouz · Chichaoua · Essaouira · Kelâat Es-Sraghna · Marrakech · Al Ismaïlia · El Hajeb · Errachidia · Ifrane · Khénifra · Meknès · Berkane · Figuig · Jerada · Driouch · Nador · Oujda-Angad · Taourirt · Aousserd · Oued ed Dahab · Khémisset · Rabat · Salé · Skhirat-Témara · Agadir-Ida-Ou-Tanane · Inezgane-Aït Melloul · Chtouka-Aït Baha · Ouarzazate · Taroudant · Tiznit · Zagora · Azilal · Béni-Mellal · Chefchaouen · Fahs-Bni Mkada · Larache · Tanger-Asilah · Tétouan · Al Hoceima · Taounate · Taza